# Naujan-et-Postiac
« Naujan » redirige ici.  Pour la municipalité des Philippines, voir Naujan (Philippines).
Naujan-et-Postiac est une commune du Sud-Ouest de la France, située dans le département de la Gironde, en région Nouvelle-Aquitaine.

## Géographie

### Localisation
Naujan-et-Postiac est une commune tout au sud de l'ancien canton de Branne, du nouveau canton des Côteaux de Dordogne et de l'arrondissement de Libourne, à la limite avec l'ancien canton de Targon, le nouveau canton de l'Entre-deux- Mers, et l'arrondissement de Langon.
L'habitat en est en grande partie dispersé, comme dans la plupart des communes de la région, avec de nombreux hameaux, écarts et lieux-dits, dont l'activité est évidemment liée à l'agriculture.
Un petit affluent de la Dordogne, l'Engranne, grossie elle-même d'un estey, sépare la commune de sa voisine Jugazan.
La commune se trouve à 35 km à l'est de Bordeaux, chef-lieu du département, à 18 km au sud-sud-est de Libourne, chef-lieu d'arrondissement et à 6 km au sud de Branne, siège de la communauté de communes du Brannais.

### Communes limitrophes
Les communes limitrophes sont Rauzan au nord-est, Jugazan à l'est, Bellefond au sud-est, Romagne au sud-ouest, Daignac à l'ouest, Guillac au nord-ouest, Lugaignac au nord-nord-ouest et Saint-Aubin-de-Branne au nord,
| Lugaignac Guillac | Saint-Aubin-de-Branne | Rauzan    |
| Daignac           | Naujan-et-Postiac     | Jugazan   |
| Romagne           |                       | Bellefond |

### Climat
Pour des articles plus généraux, voir Climat de la Nouvelle-Aquitaine et Climat de la Gironde.
Historiquement, la commune est exposée à un climat océanique aquitain.  
En 2020, Météo-France publie une typologie des climats de la France métropolitaine dans laquelle la commune est exposée à un climat océanique et est dans la région climatique  Aquitaine, Gascogne, caractérisée par une pluviométrie abondante au printemps, modérée en automne, un faible ensoleillement au printemps, un été chaud (19,5 °C), des vents faibles, des brouillards fréquents en automne et en hiver et des orages fréquents en été (15 à 20 jours).
Pour la période 1971-2000, la température annuelle moyenne est de 12,8 °C, avec une amplitude thermique annuelle de 14,8 °C. Le cumul annuel moyen de précipitations est de 839 mm, avec 11,8 jours de précipitations en janvier et 6,9 jours en juillet. Pour la période 1991-2020, la température moyenne annuelle observée sur la station météorologique la plus proche, située sur la commune de Saint-Émilion à 12 km à vol d'oiseau, est de 13,9 °C et le cumul annuel moyen de précipitations est de 798,1 mm,. Pour l'avenir, les paramètres climatiques de la commune estimés pour 2050 selon différents scénarios d’émission de gaz à effet de serre sont consultables sur un site dédié publié par Météo-France en novembre 2022.

## Urbanisme

### Typologie
Au 1er janvier 2024, Naujan-et-Postiac est catégorisée commune rurale à habitat dispersé, selon la nouvelle grille communale de densité à sept niveaux définie par l'Insee en 2022.
Elle est située hors unité urbaine. Par ailleurs la commune fait partie de l'aire d'attraction de Bordeaux, dont elle est une commune de la couronne,. Cette aire, qui regroupe 275 communes, est catégorisée dans les aires de 700 000 habitants ou plus (hors Paris),.

### Occupation des sols

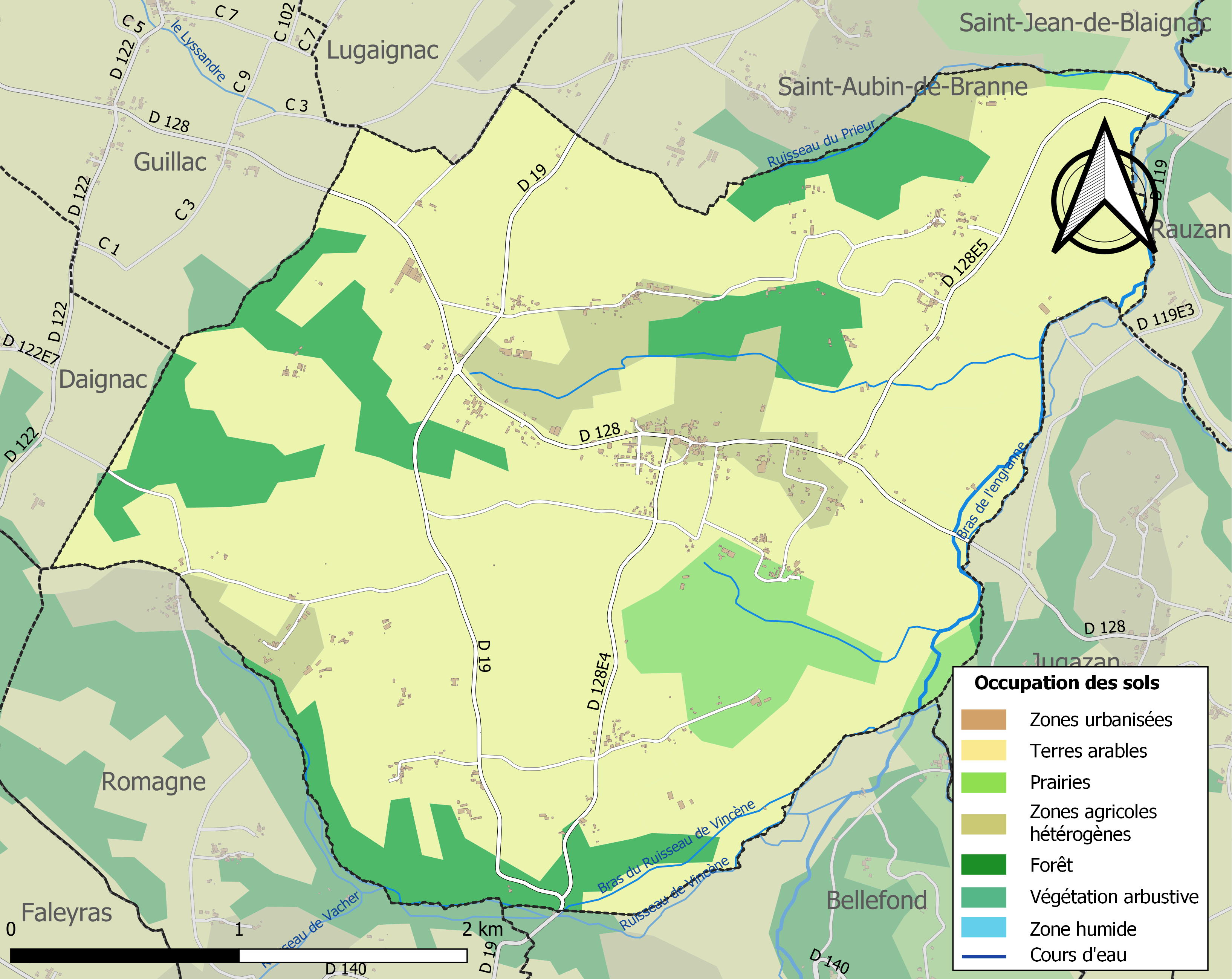
Carte des infrastructures et de l'occupation des sols de la commune en 2018 (CLC).

L'occupation des sols de la commune, telle qu'elle ressort de la base de données européenne d’occupation biophysique des sols Corine Land Cover (CLC), est marquée par l'importance des territoires agricoles (85,6 % en 2018), en augmentation par rapport à 1990 (84,3 %). La répartition détaillée en 2018 est la suivante : 
cultures permanentes (61,6 %), forêts (14,4 %), terres arables (11 %), zones agricoles hétérogènes (7,5 %), prairies (5,6 %). L'évolution de l’occupation des sols de la commune et de ses infrastructures peut être observée sur les différentes représentations cartographiques du territoire : la carte de Cassini (XVIIIe siècle), la carte d'état-major (1820-1866) et les cartes ou photos aériennes de l'IGN pour la période actuelle (1950 à aujourd'hui).

### Voies de communication et transports
Les principales voies de communication routière sont la route départementale D128 qui traverse le village et mène vers le nord-ouest à Guillac et vers le sud-ouest à Jugazan et Rauzan et la route départementale D19 qui traverse l'ouest du territoire communal et mène vers le nord à Branne et vers le sud à Romagne ; sur la D128, à environ 500 mètres à l'est du village, la route départementale D128e5 permet de rejoindre Saint-Jean-de-Blaignac vers le nord-est.
L'accès à l'autoroute A62 (Bordeaux-Toulouse) le plus proche est le no 2, dit de Podensac, qui se situe à 29 km vers le sud-ouest.

L'accès no 1, dit de Bazas, à l'autoroute A65 (Langon-Pau) se situe à 44 km vers le sud.

L'accès le plus proche à l'autoroute A89 (Bordeaux-Lyon) est celui de l'échangeur autoroutier avec la route nationale 89 qui se situe à 16 km vers le nord-ouest.
La gare SNCF la plus proche est celle, distante de 18 km par la route vers le nord-ouest, de Libourne sur la ligne TGV Atlantique Paris - Bordeaux, la ligne Intercités ligne Lyon - Bordeaux et le réseau TER Nouvelle-Aquitaine.

La gare de Cérons sur la ligne Bordeaux-Sète du TER Nouvelle-Aquitaine est distante de 25 km par la route vers le sud-ouest.

### Risques majeurs
Le territoire de la commune de Naujan-et-Postiac est vulnérable à différents aléas naturels : météorologiques (tempête, orage, neige, grand froid, canicule ou sécheresse), inondations, mouvements de terrains et séisme (sismicité très faible). Il est également exposé à un risque technologique, la rupture d'un barrage. Un site publié par le BRGM permet d'évaluer simplement et rapidement les risques d'un bien localisé soit par son adresse soit par le numéro de sa parcelle.

#### Risques naturels
La commune a été reconnue en état de catastrophe naturelle au titre des dommages causés par les inondations et coulées de boue survenues en 1982, 1983, 1999 et 2009,.
Les mouvements de terrains susceptibles de se produire sur la commune sont des affaissements et effondrements liés aux cavités souterraines (hors mines). Par ailleurs, afin de mieux appréhender le risque d’affaissement de terrain, l'inventaire national des cavités souterraines permet de localiser celles situées sur la commune.

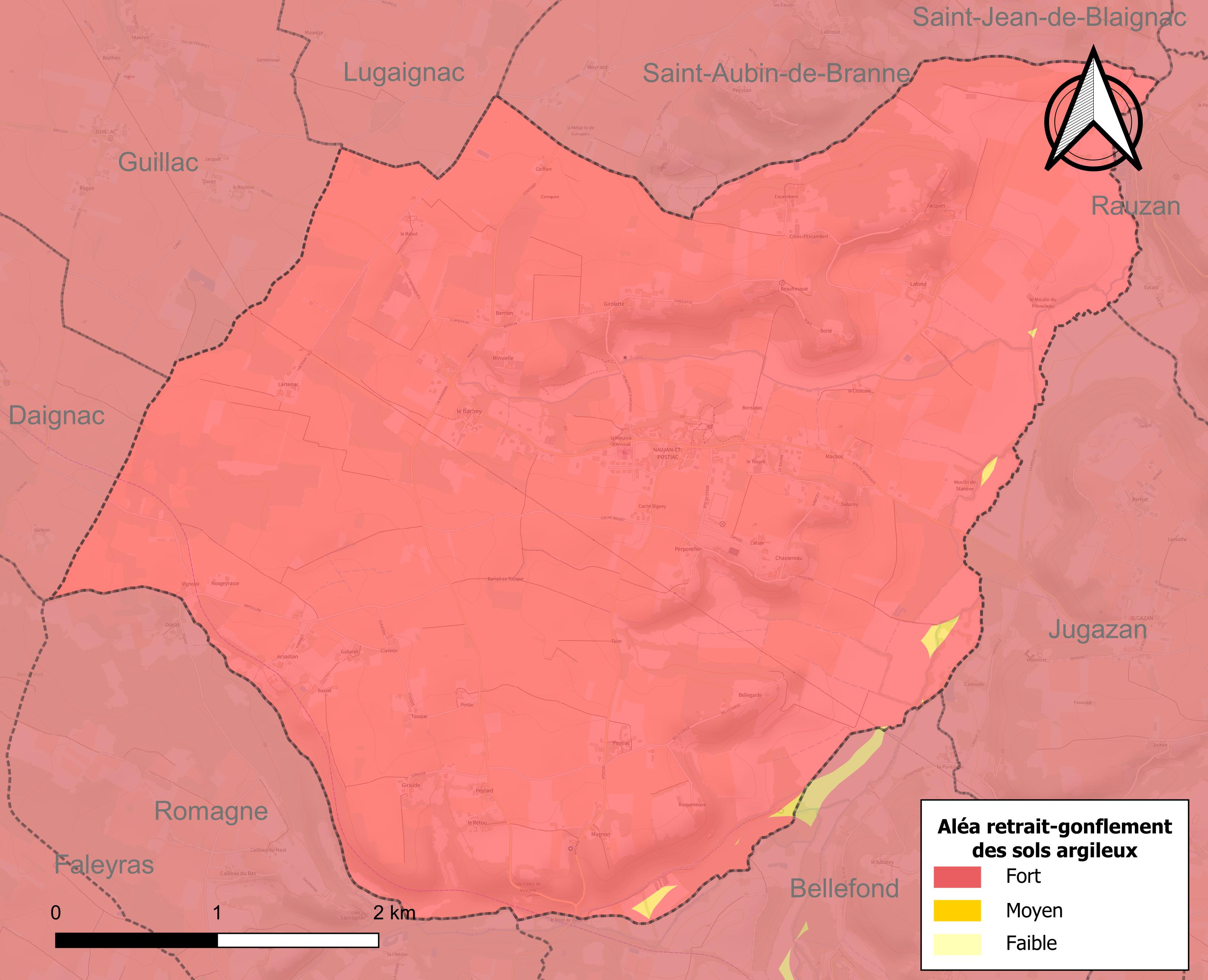
Carte des zones d'aléa retrait-gonflement des sols argileux de Naujan-et-Postiac.

Le retrait-gonflement des sols argileux est susceptible d'engendrer des dommages importants aux bâtiments en cas d’alternance de périodes de sécheresse et de pluie. La totalité de la commune est en aléa moyen ou fort (67,4 % au niveau départemental et 48,5 % au niveau national). Sur les 285 bâtiments dénombrés sur la commune en 2019, 285 sont en aléa moyen ou fort, soit 100 %, à comparer aux 84 % au niveau départemental et 54 % au niveau national. Une cartographie de l'exposition du territoire national au retrait gonflement des sols argileux est disponible sur le site du BRGM,.
Par ailleurs, afin de mieux appréhender le risque d’affaissement de terrain, l'inventaire national des cavités souterraines permet de localiser celles situées sur la commune.
Concernant les mouvements de terrains, la commune a été reconnue en état de catastrophe naturelle au titre des dommages causés par la sécheresse en 2005 et 2015 et par des mouvements de terrain en 1999.

#### Risques technologiques
La commune est en outre située en aval du  barrage de Bort-les-Orgues, un ouvrage sur la Dordogne de classe A soumis à PPI, disposant d'une retenue de 477 millions de mètres cubes. À ce titre elle est susceptible d’être touchée par l’onde de submersion consécutive à la rupture de cet ouvrage.

## Toponymie
Le nom de la commune provient des patronymes romains Noviacus et Postius.
En gascon, le nom de la commune est Naujan e Postiac.

## Histoire
Comme le reste de l’Entre-deux-Mers, le peuplement de ce territoire est ancien et s’est intensifié après la fin du 1er millénaire, puis surtout celle de la guerre de Cent Ans qui a ramené un peu de sécurité dans l’habitat rural. En même temps que les proches bastides se sont solidement installées, des villages très nombreux, régulièrement répartis, mais peu peuplés, se sont multipliés, donnant à la carte de cette zone un aspect tout à fait unique dans la région.
La stabilisation de la population par la suite a favorisé la conservation d’une architecture de qualité traditionnelle, au sein d’une géographie également très attrayante.
À la Révolution, la paroisse Saint-Pierre de Naujan forme la commune de Naujan et son annexe, Notre-Dame de Postiac, forme la commune de Postiac. En l'an X, la commune de
Postiac est rattachée à celle de Naujan qui devient Naujan-et-Postiac.
La viticulture est, comme dans toute la région, très ancienne. La Révolution française, comme dans le reste du pays, en rétablissant la liberté de culture, en morcelant les biens de l’Église et des nobles exilés, en regroupant la propriété du sol avec celle du droit d'exploiter et créant ainsi des millions de propriétaires, a ici aussi profondément bouleversé le paysage viti-vinicole. Le développement a été rapide sous le Second Empire, période florissante avant le mildiou ou autres phylloxéra, où de nombreux domaines ont ajouté, dans le style châtelain de l’époque, de beaux éléments au patrimoine rural déjà existant.
Sur le plan administratif, le regroupement des paroisses de Naujean (dédiée à saint Jean) et de Postiac, au sein du comté de Blaignac au XVIIIe siècle, a été pérennisé par la Révolution (An X) dans la création d’une commune unique. L’inféodation et l’absorption de la seconde, inférieure en superficie et population, ont été rendues définitives par la cession de son église et des éléments associés (dans le cadre de la vente des biens nationaux), devenus par la suite la chapelle particulière et le lieu de sépulture de la famille détentrice.
L’organisation administrative de la République, par le rattachement au canton de Branne, (canton des Coteaux de Dordogne à la suite de la réorganisation de 2015) et l’arrondissement de Libourne, a confirmé l’orientation vers le nord des échanges, et la séparation assez nette avec les communes au sud, rattachées au canton de Targon (canton de l'Entre-deux-mers depuis 2015), et l’arrondissement de Langon.
La croissance de la métropole bordelaise, déjà très importante pour le commerce, la santé, l’éducation, l’activité professionnelle de nombreux habitants, ne fait qu'accentuer sa lourde présence à l’ouest, et s'impose par sa luminosité inévitable dans le ciel nocturne de toute la région. Quelques accents d’habitat dortoir, limités par l’importance de la viticulture dans l’activité locale, sont visibles surtout par le sens de la circulation bi-quotidienne sur les routes départementales reliant la commune à Bordeaux ou à Libourne.
Du fait de ces relatives proximités, l'exode des années 1960 s'est interrompu, et presque inversé. L'activité touristique, avec plusieurs gîtes ou maisons d'hôtes se développe raisonnablement.

## Politique et administration
| Période                                  | Période                             | Identité         | Étiquette | Qualité                    |
| ---------------------------------------- | ----------------------------------- | ---------------- | --------- | -------------------------- |
| Les données manquantes sont à compléter. |                                     |                  |           |                            |
| avant 1995                               | ?                                   | André Roye       | DVD       |                            |
| mars 2001                                | 2014                                | Michel Clabé     | SE        | Chef d'entreprise retraité |
| mars 2014                                | En cours (au Réélu le 14 juin 2020) | François Raynaud | SE        | Fonctionnaire retraité     |

## Population et société

### Démographie
Les habitants sont appelés les Naujanais.
| 1793 | 1800 | 1806 | 1821 | 1831 | 1836 | 1841 | 1846 | 1851 |
| ---- | ---- | ---- | ---- | ---- | ---- | ---- | ---- | ---- |
| 627  | 551  | 542  | 682  | 710  | 693  | 630  | 628  | 645  |

| 1856 | 1861 | 1866 | 1872 | 1876 | 1881 | 1886 | 1891 | 1896 |
| ---- | ---- | ---- | ---- | ---- | ---- | ---- | ---- | ---- |
| 631  | 638  | 637  | 669  | 619  | 602  | 540  | 494  | 580  |

| 1901 | 1906 | 1911 | 1921 | 1926 | 1931 | 1936 | 1946 | 1954 |
| ---- | ---- | ---- | ---- | ---- | ---- | ---- | ---- | ---- |
| 564  | 578  | 584  | 570  | 579  | 610  | 597  | 529  | 586  |

| 1962 | 1968 | 1975 | 1982 | 1990 | 1999 | 2006 | 2008 | 2013 |
| ---- | ---- | ---- | ---- | ---- | ---- | ---- | ---- | ---- |
| 553  | 500  | 435  | 423  | 520  | 500  | 498  | 498  | 554  |

| 2018 | 2022 | - | - | - | - | - | - | - |
| ---- | ---- | - | - | - | - | - | - | - |
| 595  | 612  | - | - | - | - | - | - | - |

### Manifestations culturelles et festivités
Fête locale le dernier week-end de juillet.

## Économie
L'économie locale est basée très majoritairement sur la viticulture, à laquelle est dédiée une très grande partie du territoire de la commune. Les vins produits, majoritairement rouges, appartiennent aux AOC bordeaux ou bordeaux-supérieur ; les blancs, secs, entrent dans le cadre de l'appellation Entre-deux-Mers.
La commercialisation depuis les propriétés se fait selon les trois grands modes :
- Mise en bouteille à la propriété
- Cession à des négociants de Libourne ou de Bordeaux, grands centres de négoce (méthode devenue très minoritaire)
- Apport de la récolte à l'une des caves coopératives les plus proches, surtout pour les exploitations les moins étendues.

Ce secteur économique reste quasiment unique pourvoyeur d'emplois salariés sur la commune.
L'activité de gîtes ruraux ou maisons d'hôtes se développe et apporte des revenus indépendants supplémentaires.

## Culture locale et patrimoine

### Lieux et monuments
Le patrimoine est très bien conservé, comme dans beaucoup des communes faiblement peuplées au sud de Branne : le patrimoine commun, essentiellement religieux, avec son église ; celui lié à la viticulture avec de nombreux châteaux ou domaines de qualité ; mais aussi l'habitat, harmonieusement dispersé pour les motifs historiques.
- L'église Saint-Pierre, construite au XIIe siècle et agrandie aux XVIe et XIXe siècles, au centre du bourg de Naujan, est inscrite au titre des monuments historiques en 2001[34].
- L'église Notre-Dame de Postiac est un édifice en petit appareil de plan rectangulaire, des XIe et XIIe siècles, sauf les trois enfeus nord qui datent du XIIIe. L'église est désaffectée en 1791 et abandonnée. Elle est aujourd'hui en ruines.

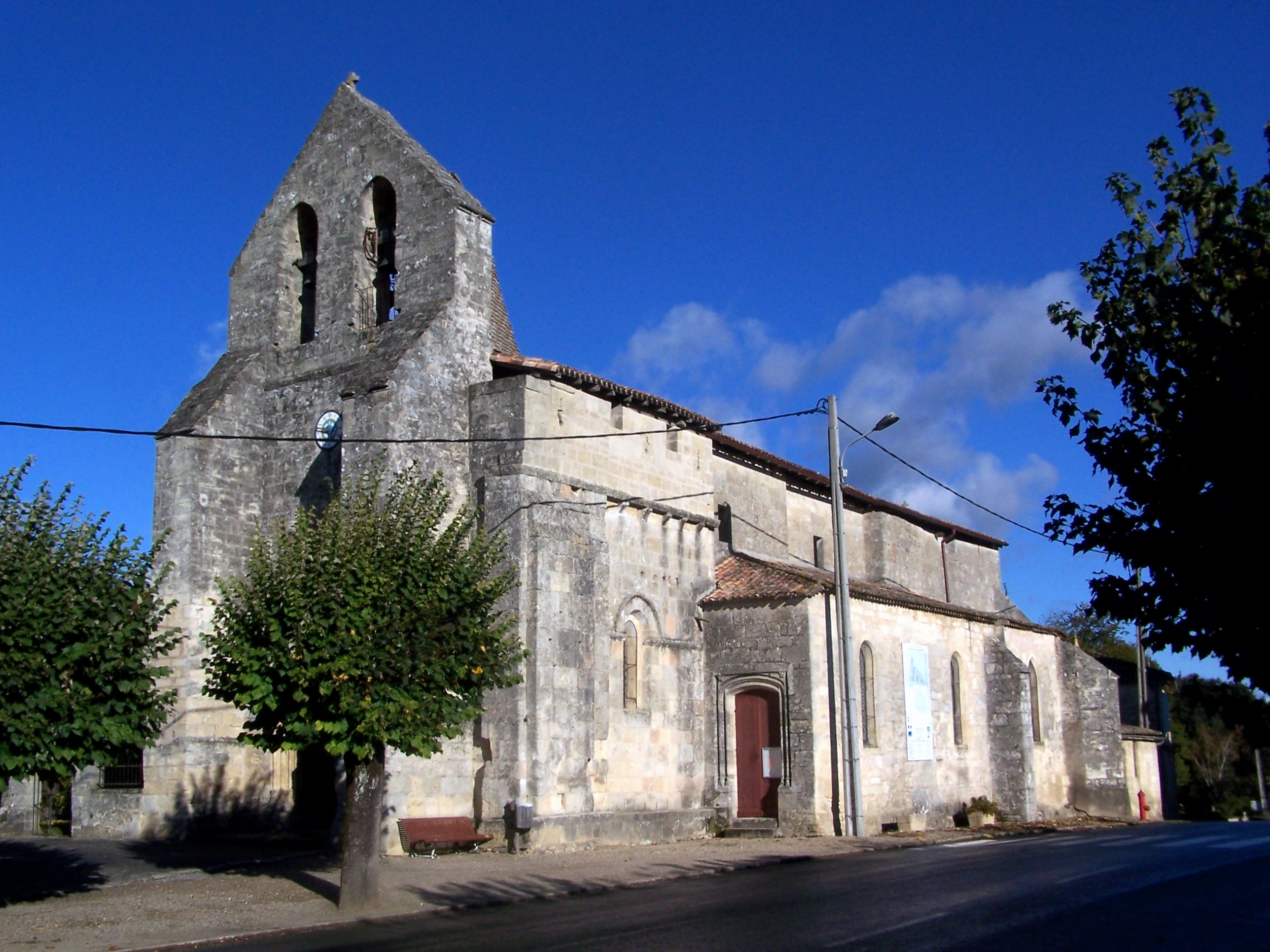
L'église Saint-Pierre, vue sud-ouest (oct. 2012)
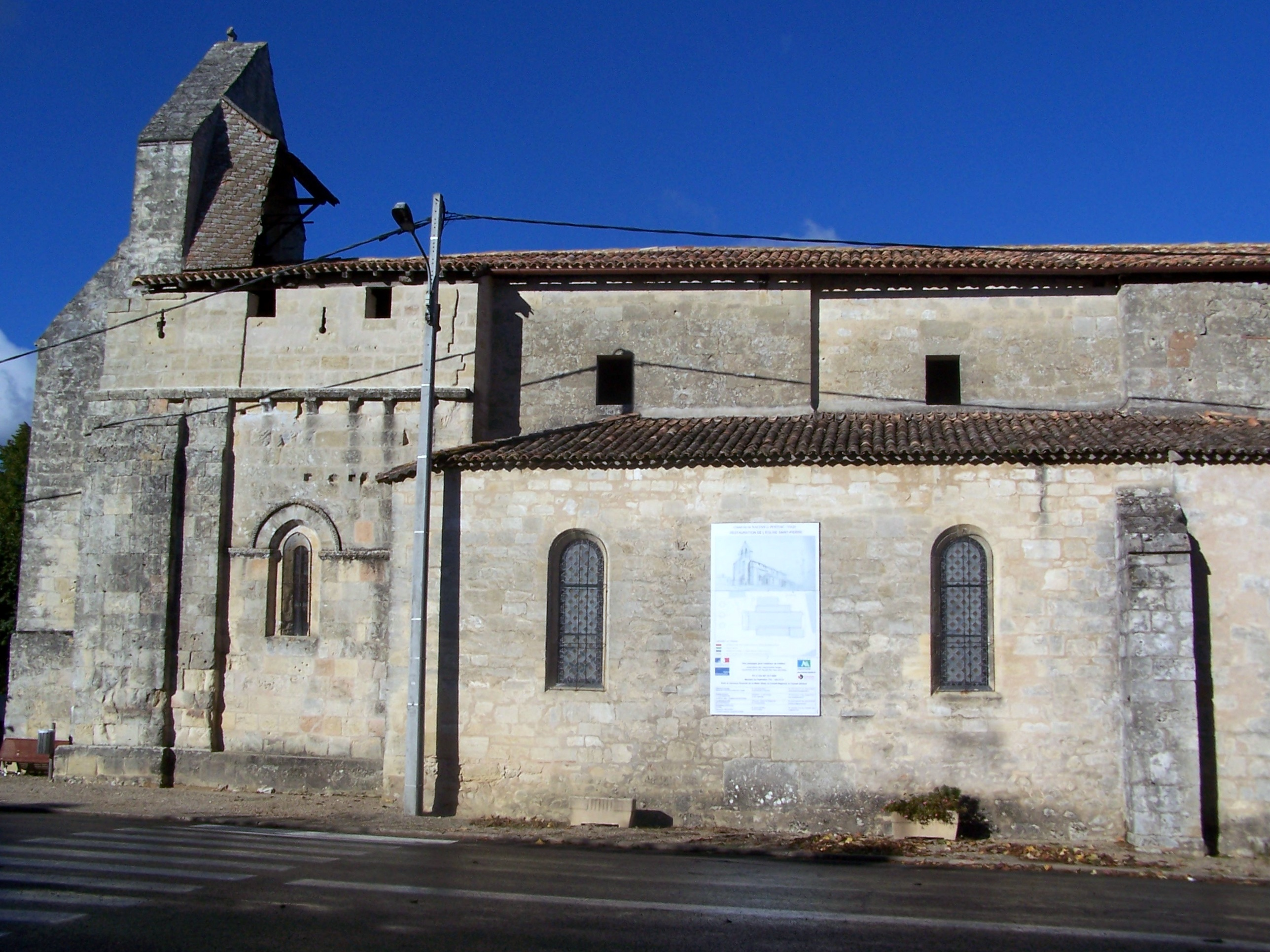
L'église Saint-Pierre, vue sud (oct. 2012)
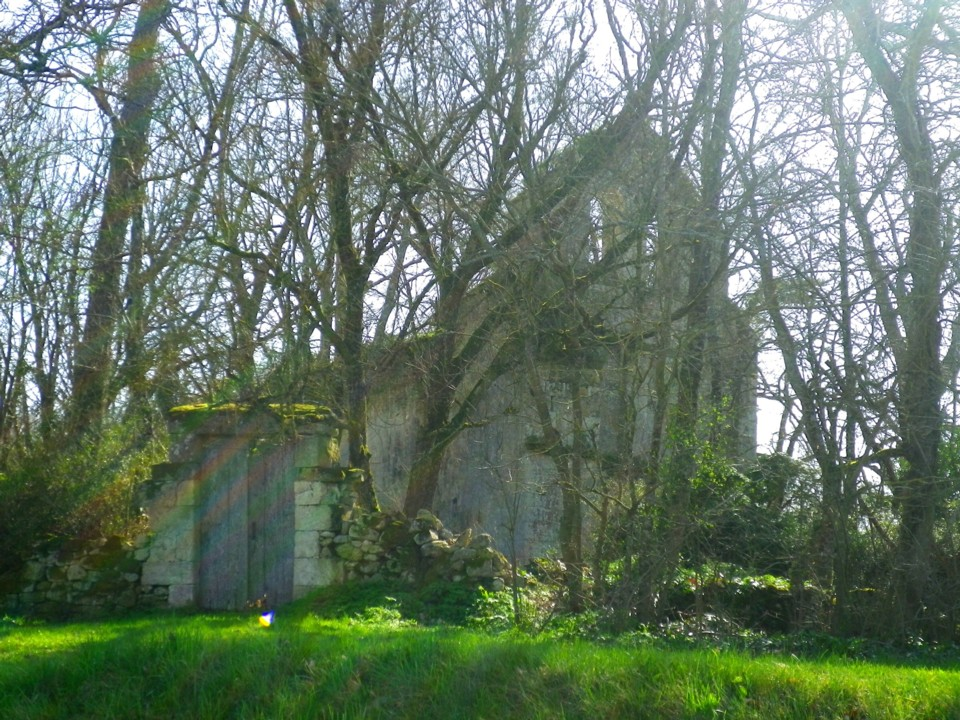
L'église Notre-Dame (oct. 2012)
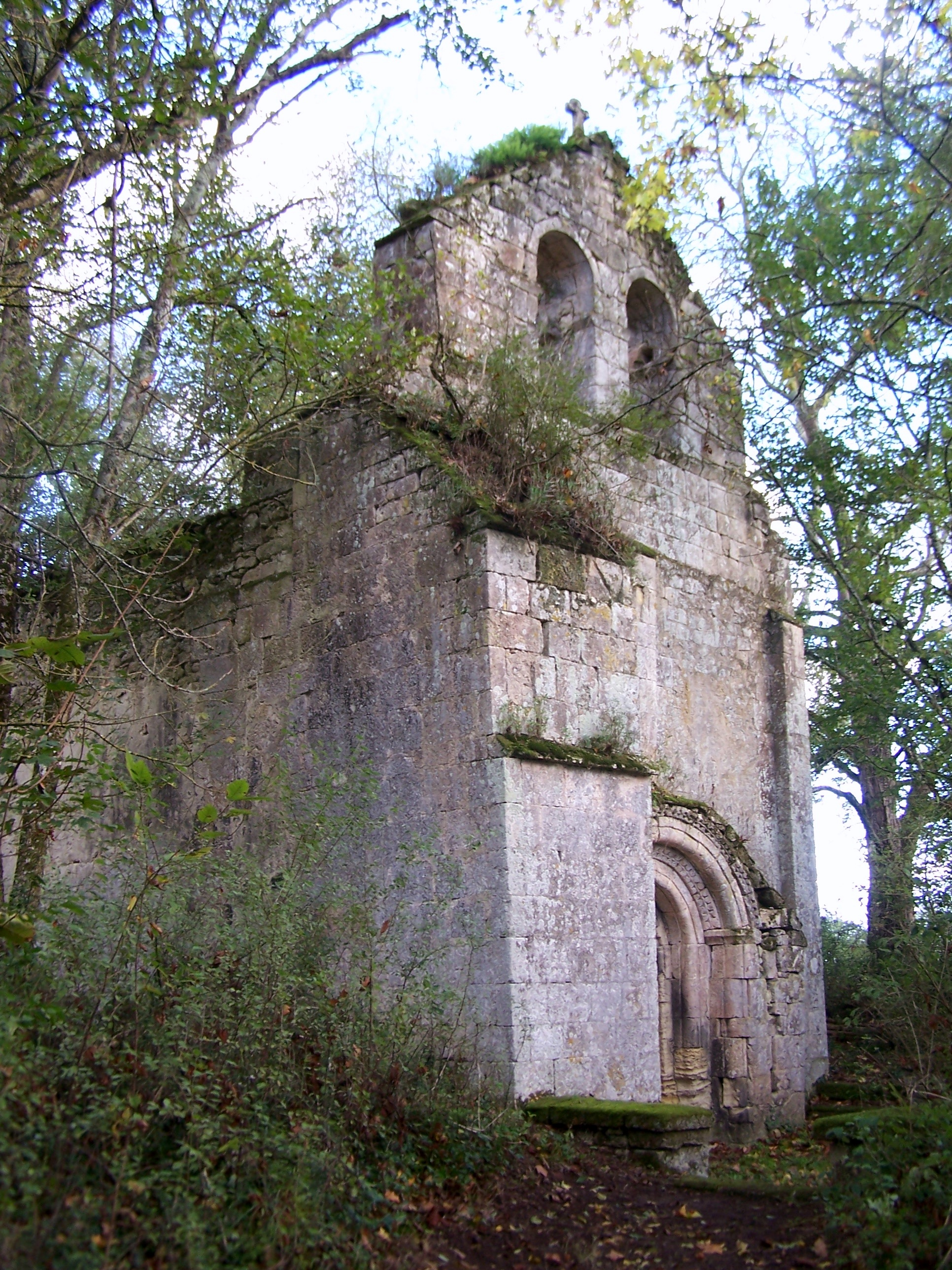
L'église Notre-Dame, vue nord-ouest (oct. 2012)
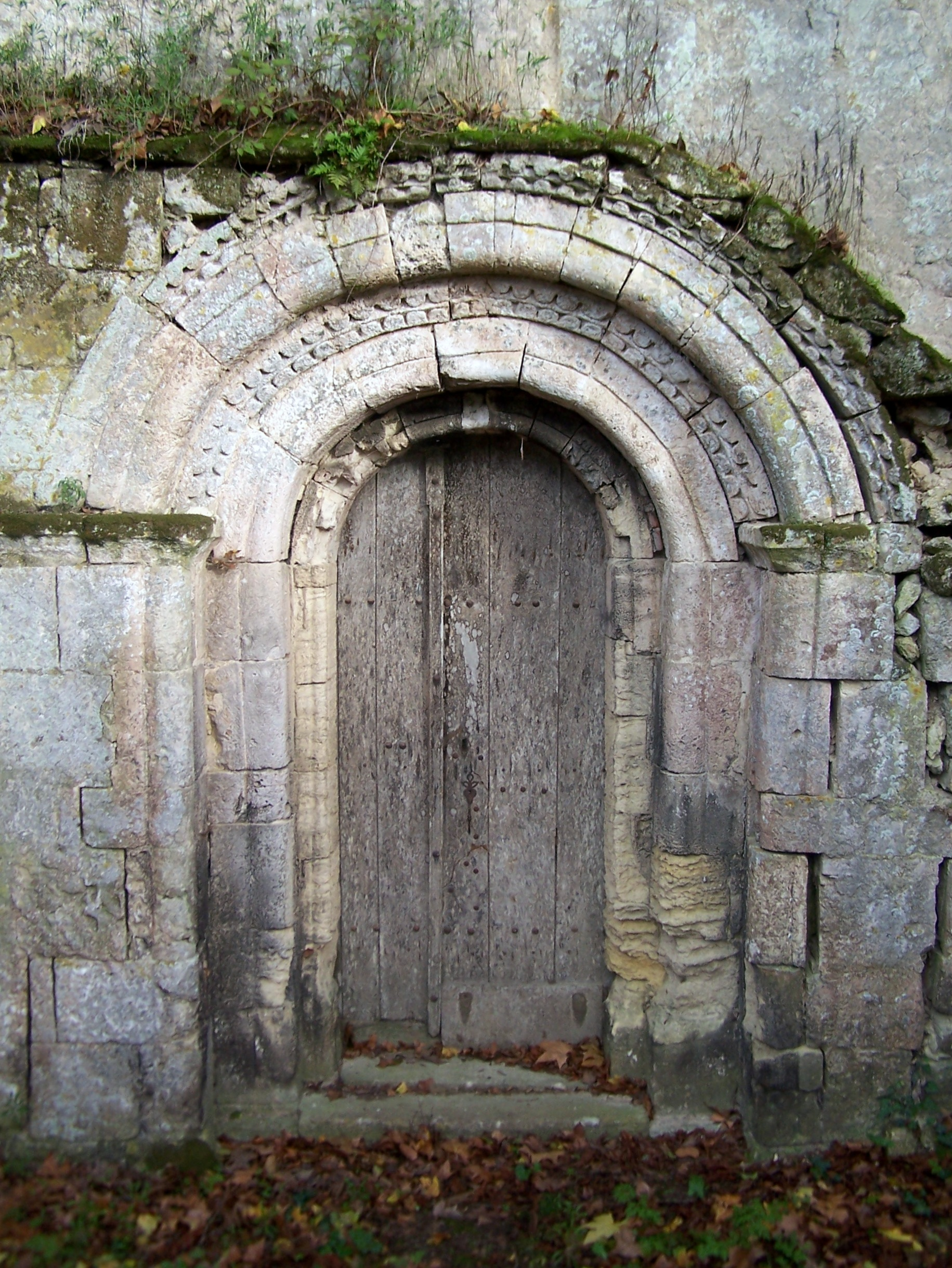
L'église Notre-Dame, le portail (oct. 2012)
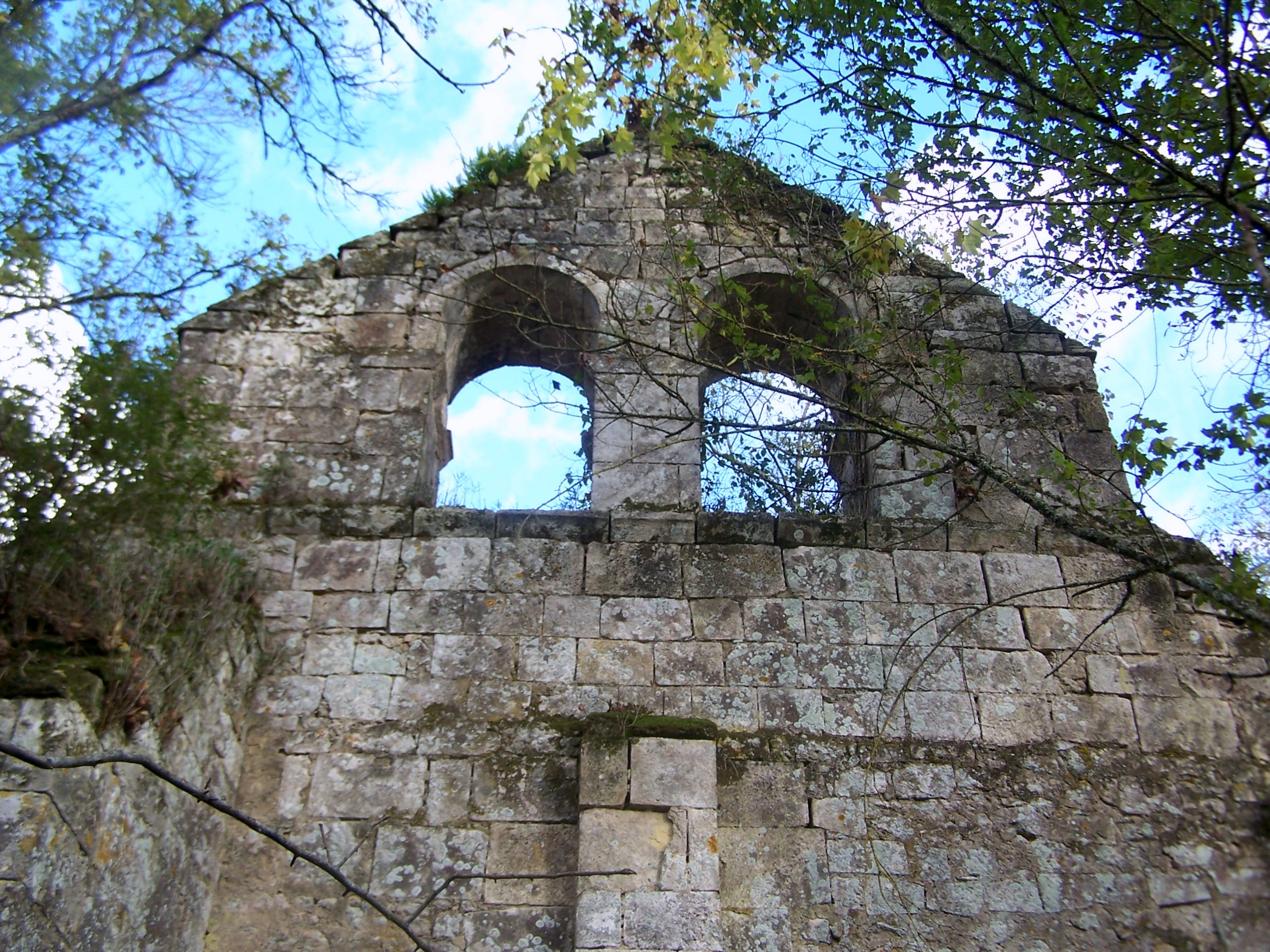
L'église Notre-Dame, le clocher (oct. 2012)

- Croix de mission et croix de carrefour : La ferveur religieuse a été mise à mal lors de la Révolution Française. Des croix de mission ont été plantées sur tout le territoire français au début du XIXe siècle. Chacune d’elles manifeste le passage d’un de ces missionnaires diocésains que l’on charge à l’époque de mener une nouvelle évangélisation des campagnes. Les croix de carrefour, comme les croix de chemin, se sont multipliées au XIXe siècle et étaient particulièrement destinées à marquer les limites d'une paroisse et de ses différents hameaux.

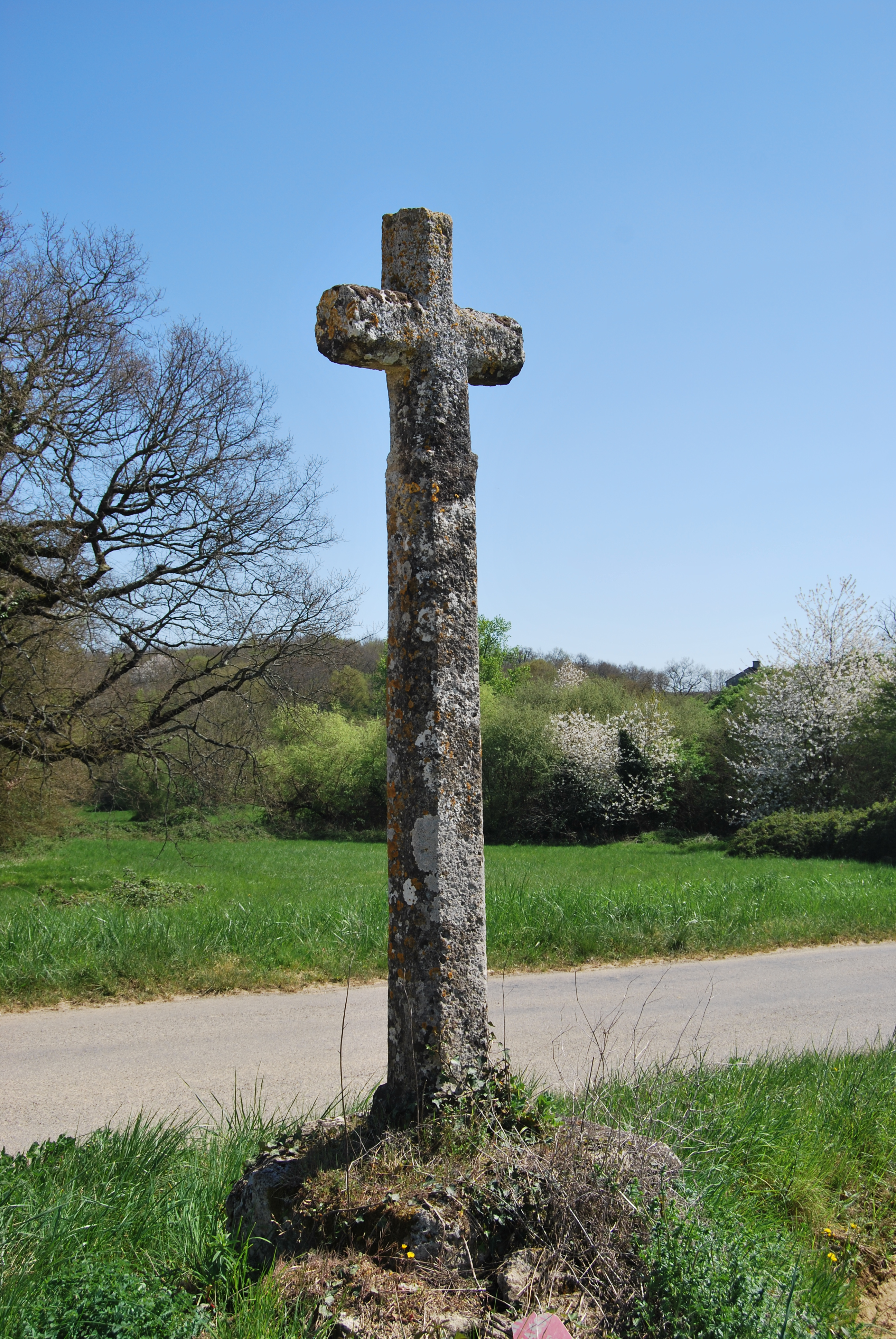
Croix de carrefour
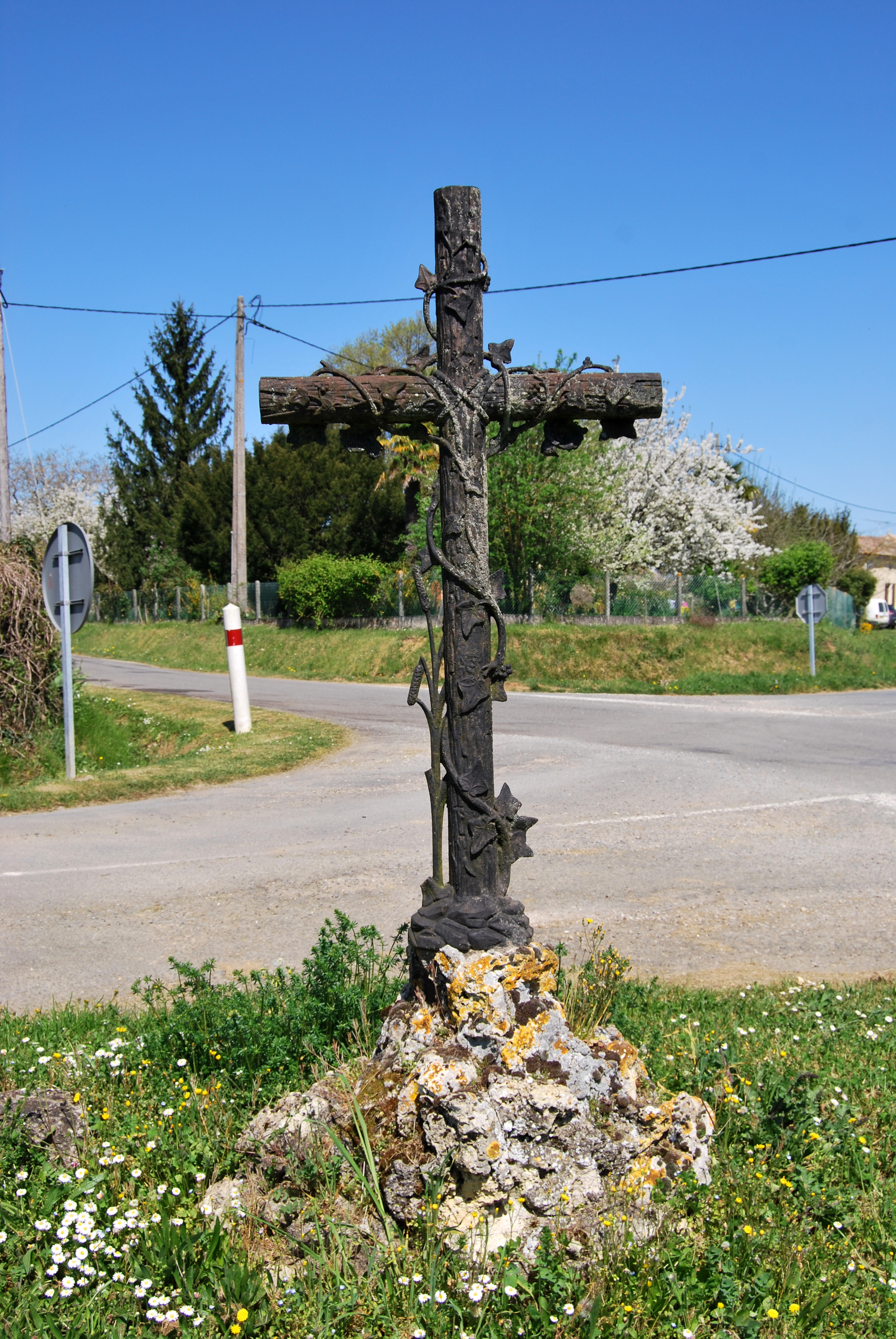
Croix de mission de Postiac
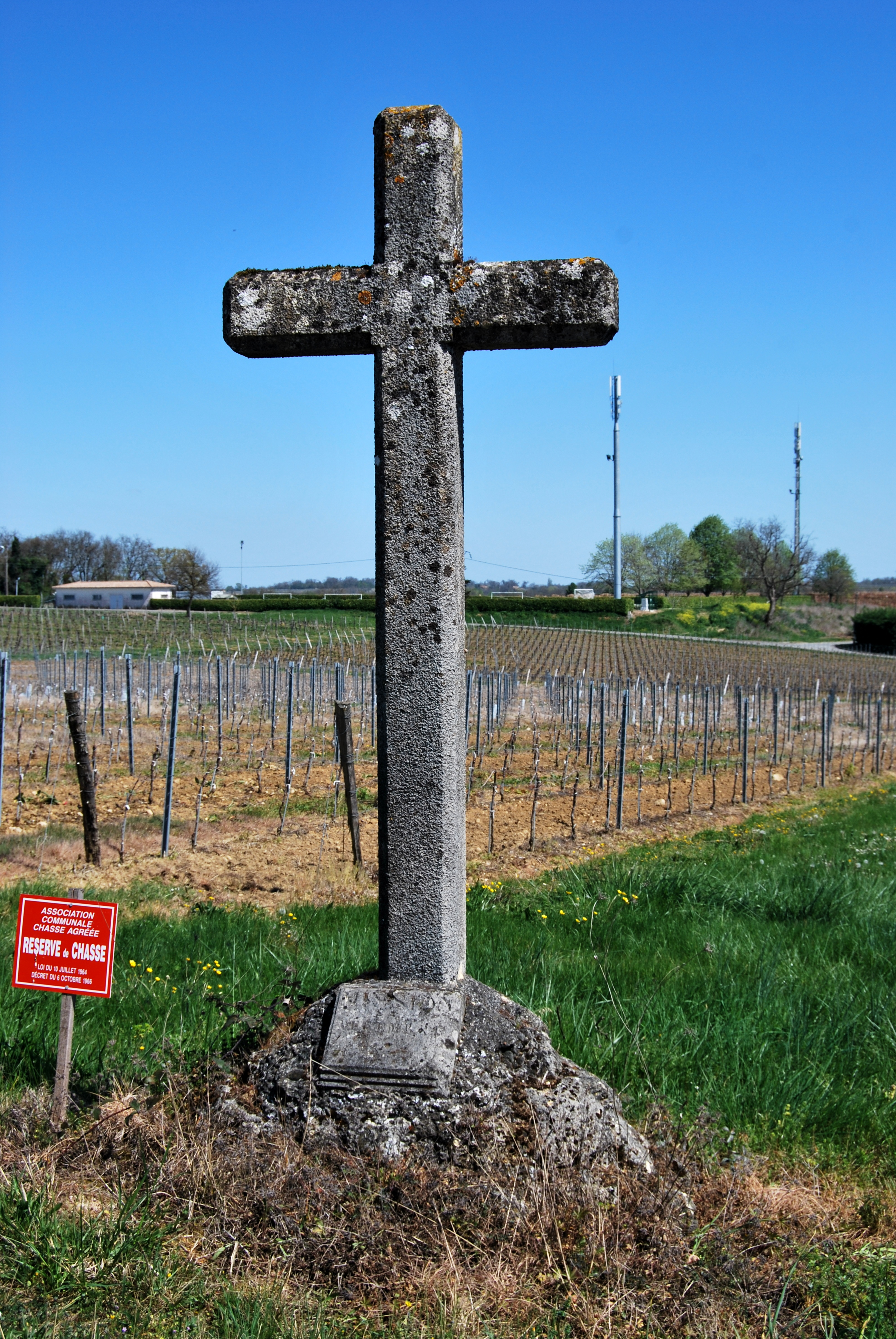
Croix de mission de Naujan

- Château d'Arpaillan, propriété privée.

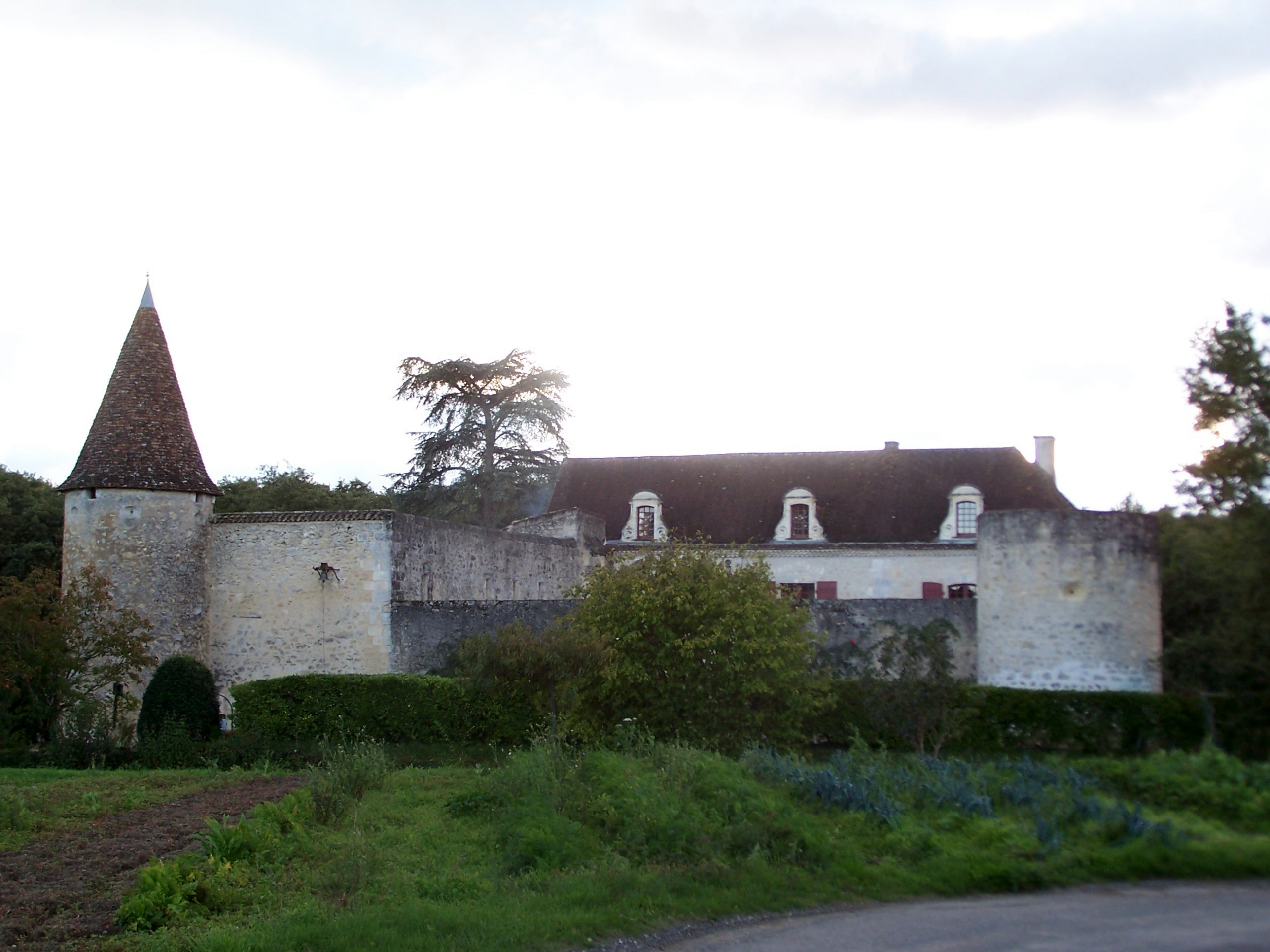
Le château d'Arpaillan (oct. 2012)
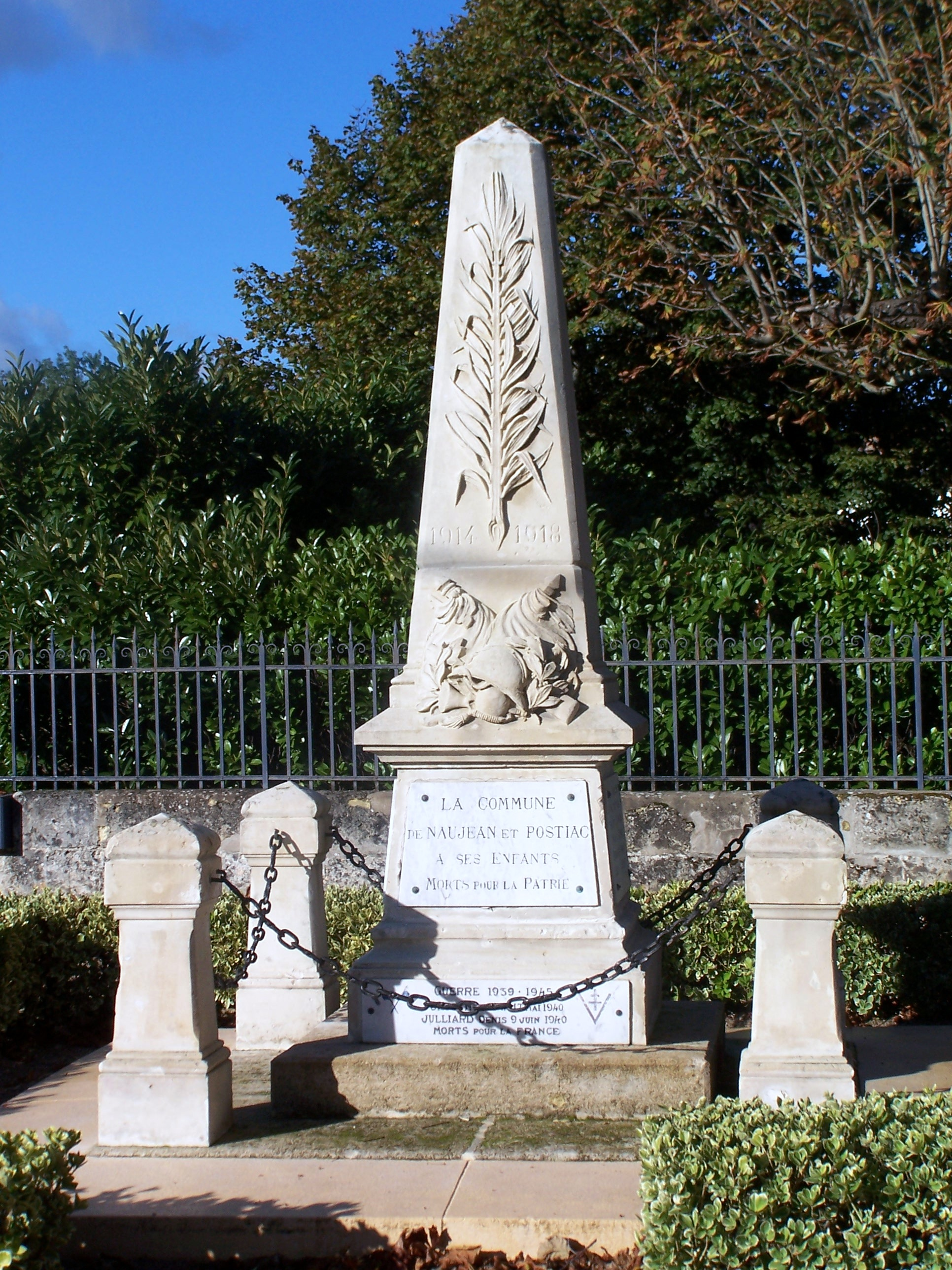
Le monument aux morts près de l'église Saint-Pierre (oct. 2012)

### Personnalités liées à la commune
- Jean-Emmanuel Roy (1887-1962), maire de 1919 à 1940 et de 1944 à 1962, député de 1932 à 1941 ; le 10 juillet 1940, Jean-Emmanuel Roy vota contre les pleins pouvoirs à Philippe Pétain.

### Héraldique
| Blason de Naujan-et-Postiac | Blason  | Écartelé en sautoir : au premier de gueules à la cloche d’or, au deuxième d’azur à la roue de moulin d’argent issant d’une rivière de six filets ondés alésés de sable décroissant vers la pointe en chevron renversé, au troisième d’azur à la tour portillée d’argent maçonnée de sable, au quatrième de sable au cep de vigne feuillé d’or, fruité de trois grappes de raisin de gueules, tortillé sur son échalas aussi d’or. |
| Blason de Naujan-et-Postiac | Détails | Officiel, présenté sur le site internet de la commune |